# Eugène Chanal
Eugène Jean Louis Hyacinthe Chanal dit Eugène Chanal,  né le 28 juillet 1868 à Nantua (Ain) et mort le 8 mars 1951 dans sa ville natale, est un homme politique français.

## Biographie
Il est membre du Parti républicain, radical et radical-socialiste. Sous cette étiquette, il est élu conseiller général du canton de Bellegarde-sur-Valserine en 1901. L'année suivante, il devient député de l'Ain, réélu systématiquement jusqu'en 1919. Cette dernière année, la liste d'Union républicaine et démocratique sur laquelle il est candidat n'obtient qu'un seul élu et il doit ainsi quitter la Chambre des députés.
Il obtient sa revanche quelques semaines plus tard en profitant d'une élection partielle pour se faire élire sénateur. Il sera constamment réélu jusqu'à la chute de la Troisième République. En 1923, il devient également président du conseil général, poste qu'il conserve jusqu'en 1929.
Le 10 juillet 1940, il fait partie des 569 parlementaires votant pour la remise des pleins pouvoirs constituants au Maréchal Pétain.
Le 11 novembre 1943, il prend la tête d'un défilé de 150 personnes à Nantua qui va se recueillir sur le monument aux morts de la Première Guerre mondiale puis devant le piédestal de la statue d'Alphonse Baudin qui a été retirée par l'occupant. Il sera assigné à résidence surveillée en gare de Mâcon pour cela.
Eugène Chanal ne reprend pas d'activité politique à la Libération.

## Sources
- Jean Jolly (dir.), Dictionnaire des parlementaires français, notices biographiques sur les ministres, sénateurs et députés français de 1889 à 1940, Paris, PUF, 1960.
- Registre des naissances de Nantua (Ain) année 1868 acte n°59